# Ed Thigpen
 (avril 2009).
Si vous disposez d'ouvrages ou d'articles de référence ou si vous connaissez des sites web de qualité traitant du thème abordé ici, merci de compléter l'article en donnant les références utiles à sa vérifiabilité et en les liant à la section « Notes et références ».
Edmund Leonard (Ed) Thigpen, né le 28 décembre 1930 à Chicago (Illinois), et mort le 13 janvier 2010 à Copenhague, est un batteur américain de jazz, connu notamment pour avoir accompagné Oscar Peterson de 1959 à 1968. Ed Thigpen a aussi joué avec Billy Taylor de 1956 à 1959.

## Biographie
Son père, Ben Thigpen, est un batteur, qui a notamment joué avec Andy Kirk pendant seize ans dans les années 1930 et 1940. Ed grandit à Los Angeles en Californie et va à la Thomas Jefferson High School, où sont aussi Art Farmer, Dexter Gordon et Chico Hamilton.
Son premier engagement en tant que musicien professionnel est à New York avec l'orchestre de Cootie Williams en 1951 et 52 au Savoy Ballroom. Il travaille ensuite avec de nombreux artistes dont Dinah Washington, Gil Melle, Oscar Pettiford, Eddie Vinson, Paul Quinichette, Ernie Wilkins, Charlie Rouse, Lennie Tristano, Jutta Hipp, Johnny Hodges, Dorothy Ashby, Bud Powell et Billy Taylor. En 1959 il remplace le guitariste Herb Ellis dans le trio d'Oscar Peterson à Toronto au Canada.
Après avoir quitté Oscar Peterson, il enregistre un disque en tant que leader pour le label Verve, Out Of The Storm, en 1966. Il part ensuite en tournée aux côtés d'Ella Fitzgerald de 1967 à 1972. Après quoi il s'installe à Copenhague au Danemark. Il y travaille avec de nombreux artistes : Duke Jordan, Alice Babs, Kenny Drew, Eddie « Lockjaw » Davis, Ernie Wilkins, Svend Asmussen, Clark Terry, Milt Jackson, Monty Alexander et Thad Jones.
Il est enterré au cimetière Vestre à Copenhague.

## Discographie non exhaustive
- avec le Dorothy Ashby Quartet : The Jazz Harpist (1956, Regent)
- avec Jutta Hipp : 
  - Jutta Hipp at the Hickory House Volume 1 (1956, LP Blue Note 1515)[2],[3],[4],[5],[6]
  - Jutta Hipp at the Hickory House Volume 2 (1956, LP Blue Note 1516)
  - Jutta Hipp with Zoot Sims (1956, LP Blue Note 93178)[7]
- avec Gil Melle : Gil's Guests (1957, Prestige)
- avec Billy Taylor : My Fair Lady Loves Jazz (1957, ABC Records) ; The New Billy Taylor Trio (1957, Paramount/ABC)
- avec Paul Quinichette et Charlie Rouse : The Chase Is On (1957, Bethlehem) ; When The Blues Comes On, Pt. 1&2 (1957, Bethlehem)
- avec Eddie Vinson : Cleanhead's Back In Town (1957, Bethlehem)
- avec Oscar Pettiford : Winner's Circle (1957, Bethlehem)
- avec Teddy Charles : Salute To Hamp (1958, Bethlehem)
- avec Tony Ortega : Jazz For Young Moderns (1958, 1959, Bethlehem)
- avec Frank Minion : The Soft Land Of Make Believe (1959, Bethlehem)
- avec Ben Webster et Oscar Peterson : Ben Webster Meets Oscar Peterson (1959, Verve)
- avec Oscar Peterson : The Oscar Peterson Trio In Tokyo 1964 (1964, Pablo)
- avec Kenny Burrell, Clark Terry, Herbie Hancock et Ron Carter : "Out of the Storm" (1966, Verve)
- avec Ella Fitzgerald : Ella in Budapest, Hungary (1970, Pablo Records) ; Ella à Nice (1971, Pablo Live) ; Jazz at Santa Monica Civic '72 (1972, Pablo Records) ; Ella Loves Cole (1972, Atlantic) ; reissued as Dream Dancing (1978, Pablo Records)
- avec Gerry Wiggins : Wig Is Here (1974, Black and Blue)[8]
- avec Svend Asmussen : As Time Goes By (1978, Sonet Records)
- avec Jack van Poll : Cat's Groove (1988, September Records)
- avec Oliver Jones : A Class Act (1991, Justin Time Records)
- avec John Lindberg, Albert Mangelsdorff & Eric Watson : Quartet Afterstorm (1994, Black Saint)
- avec Eric Watson et Mark Dresser : Silent Hearts (2001, Sunnyside Records)
- avec Ernie Wilkins on the Everest label : Everest Years (CD, 1959, 1960, 2005, VI Music)